# Маргарита Войська
Маргарита Войська (болг. Маргарита Боянова Войска; нар. 3 квітня 1963, Софія) – болгарська шахістка, гросмейстер серед жінок від 1985 року.

## Шахова кар'єра
Від початку 1980-х років належала до числа провідних болгарських шахісток. Між 1980 і 2008 роками виступила на всіх п'ятнадцяти шахових олімпіадах, які відбулись за цей час (зокрема сім разів на 1-й шахівниці), і є за цим показником рекордсменкою серед болгарських шахісток. Єдину олімпійську медаль здобула 1984 року в Салоніках, де болгарські шахістки посіли 2-ге місце. Крім того, шість разів представляла національні кольори на командних чемпіонатах Європи (у 1992-2009 роках), найкращий результат показавши 2005 року в Гетеборзі (болгарська збірна посіла тоді 4-те місце).
Під час своєї кар'єри 16 разів здобувала медалі чемпіонату Болгарії: 11 золотих (1982, 1983, 1984, 1998, 2002, 2003, 2004, 2006, 2007, 2009, 2010), 2 срібні (1986, 1993) та 3 бронзові (1988, 2001, 2005) і також за цим показником є абсолютною рекордсменкою країни.
Чотири рази брала участь у міжзональних турнірах (відбіркового циклу чемпіонату світу), жодного разу не потрапивши на турнір претенденток (найкращий результат: Смедеревська Паланка 1987 - 10-те місце). Взяла участь у багатьох міжнародних турнірах, перемігши або поділивши 1-ші місця, зокрема, в таких містах, як: Белград (1988, попереду Ніно Гуріелі і Наташі Бойкович; 1990, поділила 1-ше місце разом з тими самими шахістками), Брно (1989, попереду Ільдіко Мадл), Афіни (1990, попереду Марти Літинської і Тетяни Лемачко), Будапешт (1991, попереду Ганни Ереньської-Барло), Біль (1991, турнір за швейцарською системою), Дрезден (1992), Тімішоара (1993, зональний турнір), Хрудим (1994, попереду Весни Мішанович і Даньєли Муцу) і Афіни (2003, турнір Акрополіс Інтернешнл, поділила 1-ше місце разом з Оленою Дембо).
Також досягла успіхів у категорії ветеранок (гравчинь старших 50 років), здобувши 2013 року в Пловдив титул чемпіонки Європи.
Найвищий рейтинг Ело в кар'єрі мала станом на 1 січня 1995 року, досягнувши 2390 очок ділила тоді 18-19-те місце в світовому рейтинг-листі ФІДЕ, одночасно займаючи 1-ше місце серед болгарських шахісток.